# Challenger de Guayaquil 2011
El Challenger Ciudad de Guayaquil 2011 es un torneo de tenis que se lleva a cabo sobre superficie de tierra batida en el Guayaquil Tenis Club situado en la ciudad de Guayaquil, Ecuador, desde el 19 al 27 de noviembre de 2011. Es la séptima edición del ATP Challenger Ciudad de Guayaquil.